# G. W. Ingersoll
G. W. Ingersoll, eigentlich George Washington Ingersoll (* 20. August 1803 in New Gloucester, Massachusetts; † 5. März 1860 in Bangor, Maine) war ein US-amerikanischer Anwalt und Politiker, der im Jahr 1860 bis zu seinem Tod Maine Attorney General war.

## Leben
G. W. Ingersoll wurde 1803 in New Gloucester im heutigen Maine als Sohn von Nathaniel Ingersoll (1753–1834) und Sarah Haskell (1764–1844) geboren.
Ingersoll arbeitete als Anwalt in Bangor. Er war von 1854 bis 1855 als Mitglied der Whig Party Abgeordneter im Repräsentantenhaus von Maine und im Jahr 1860 Maine State Attorney General.
Ingersoll war mit Henrietta Crosby verheiratet. Er starb am 5. März 1860 während seiner Amtszeit an einer Lungenentzündung in Bangor. Sein Grab befindet sich auf dem Mount Hope Cemetery in Bangor.